# روبرت جيرمان
روبرت جيرمان (بالفرنسية: Robert Germain)‏ (19 أبريل 1925 أورليان فرنسا - 26 يونيو 2004) هو لاعب كرة قدم فرنسي سابق كان يلعب كحارس مرمى.

## روابط خارجية
- روبرت جيرمان على موقع قاعدة بيانات كرة القدم.إي يو (الإنجليزية)